# Сент-Сабин
Сент-Саби́н (фр. Sainte-Sabine) — коммуна во Франции, находится в регионе Бургундия. Департамент коммуны — Кот-д’Ор. Входит в состав кантона Пуйи-ан-Осуа. Округ коммуны — Бон.
Код INSEE коммуны — 21570.

## Население
Население коммуны на 2010 год составляло 190 человек.
| 1962 | 1968 | 1975 | 1982 | 1990 | 1999 | 2010 |
| ---- | ---- | ---- | ---- | ---- | ---- | ---- |
| 190  | 190  | 216  | 193  | 183  | 172  | 190  |

## Экономика
В 2010 году среди 110 человек трудоспособного возраста (15—64 лет) 67 были экономически активными, 43 — неактивными (показатель активности — 60,9 %, в 1999 году было 60,7 %). Из 67 активных жителей работали 62 человека (31 мужчина и 31 женщина), безработных было 5 (2 мужчин и 3 женщины). Среди 43 неактивных 10 человек были учениками или студентами, 7 — пенсионерами, 26 были неактивными по другим причинам.